# Скляні труби

Скляні труби застосовують для внутрішньофабричних трубопроводів, (0,2-1,2 МПа), які транспортують тверді частинки у хімічно агресивному середовищі при температурі від –50 до 120 ºС. Гладкі стінки скляних труб забезпечують низькі гідравлічні опори. За вимогами замовників скляні труби поставляють з фасонними деталями: відводами (з кутом повороту 15, 30, 45, 60, 75, 90 та 180 º), трійниками (перехідними та рівно перехідними), хрестовинами та переходами.
Досвід свідчить про те, що строк служби скляних труб у таких умовах удвічі перевищує строк служби сталевих труб. Виготовляють скляні труби двох класів: СТ-8 на робочий тиск 8 кгс/см² та СТ-4 на робочий тиск 4 кгс/см². Труби та фасонні деталі з'єднують у холодному стані на муфтах або за допомогою зварювання.
Вітчизняна промисловість виготовляє також труби з термостійкого скла з умовним проходом 150 та 200 мм, які захищено металевою оболонкою. Такі труби стійкі проти впливу хімічних агресивних середовищ, зручні для герметизації, витримують підвищений тиск та динамічні навантаження.
Застосовуються також труби, футеровані склом, які розраховані на тиск до 6 кгс/см².
Технічна характеристика скляних труб.